# 余干県
余干県（よかん-けん）は中華人民共和国江西省上饒市に位置する県。

## 行政区画
- 鎮:玉亭鎮、瑞洪鎮、黄金埠鎮、古埠鎮、烏泥鎮、石口鎮、楊埠鎮、九竜鎮、社賡鎮
- 郷:康山郷、東塘郷、大塘郷、鷺鶯港郷、三塘郷、洪家嘴郷、白馬橋郷、江埠郷、楓港郷、大渓郷、梅港郷

## 交通

### 鉄道
- 中国国家鉄路集団
  - 昌景黄線（中国語版）
    - 余干駅

### 道路
- 高速道路
  - 済広高速道路
  - S36 徳昌高速道路

- 国道
  - G206国道